# Megascops marshalli
Megascops marshalli là một loài chim trong họ Strigidae.